# WWE Brand Extension

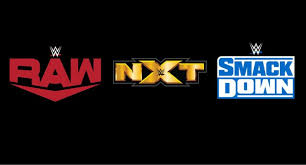
Marcas de la WWE

WWE Brand Extension (en español Extensión de Marcas) fue un proceso utilizado por la promoción de lucha libre World Wrestling Entertainment (WWE) utilizado por primera vez en 2002, esto ocurrió como una necesidad luego de que la WWE adquiriera los derechos de la World Championship Wrestling (WCW) y Extreme Championship Wrestling (ECW), la WWE mantuvo al personal de ambas empresas en sus programas Raw y SmackDown!, pero al no poder exhibirlos a todos y al poco tiempo que el personal secundario obtenía, la WWE se vio obligada a dividir su personal endos bandos siendo redirigidos un grupo a Raw y el otro grupo a SmackDown!.
El fin de la Extensión de Marcas finalizó el 29 de agosto de 2011 en un episodio de Raw, Triple H anunció que los luchadores de Raw aparecerían en SmackDown así como los de SmackDown aparecerían en Raw debido al concepto del SuperShow, finalizando así la exclusividad de luchadores en una marca y la Extensión de Bandos, así como el Draft.
El 25 de mayo de 2016 se confirmó que el 19 de julio el programa SmackDown sería removido de transmisión a los días martes, así como una exclusividad de luchadores para dicha marca, como consecuencia devolviendo el concepto de la Extensión de Marcas y el Draft.

## Concepto general
Seguido del fin de los Monday Night Wars en 2001, tras una rivalidad entre la entonces WWF y su archirrival promoción de lucha libre World Championship Wrestling (WCW), en donde WWF se adjudicó la "victoria", adquiriendo los derechos de la WCW y de la también derrotada Extreme Championship Wrestling (ECW); (esta última siendo la promoción más longeva en los Estados Unidos hasta ese punto) en una adquisición que incluía al personal de ambas empresas, entre empleados que aparecían en televisión como los que no. La adquisición dejó a WWF como única promoción de lucha libre con transmisión internacional en el mundo (hasta la expansión de las empresas Impact Wrestling y Ring of Honor en 2002).
Con la adquisición de los nuevos talentos, WWF se adjudicó un número masivo de empleados en su haber. Para poder entregarle una oportunidad igualitaria a todos sus luchadores, la empresa empleo una división en su personal creando dos bandos, utilizando a sus dos principales programas como base de ambos bandos: Raw y SmackDown.
El plan original era relanzar a WCW (el cual sería una entidad independiente como parte de una historia pero estando por debajo de WWF en la vida real) teniendo a esta nueva WCW siendo transmitida a tiempo completo por la señal TNN (ahora Paramount Network) por dos horas los días sábados. Este plan fue finalmente descartado debido a la mala reputación que acarreaba WCW la cual podría llevarlos a perder dinero, y los sábados comenzaron a transmitir WWF Excess (después conocido como WWE Velocity y WWE Confidential).

## Historia
- El 18 de marzo de 2002, Linda McMahon anunció la primera edición en la historia de la Extensión de Marcas, con la intención de dividir a WWF (RAW y SmackDown!), se realizó el 25 de marzo y la extensión de marcas oficialmente comenzó el 1° de abril.
- El 26 de mayo de 2006, se anunció la segunda edición de la Extensión de Marcas con la adición de ECW, que comenzó el 13 de junio de 2006 y terminó el 16 de febrero de 2010.

## Competencia entre marcas
La competencia entre marcas se redujo al mínimo, debido a que las superestrellas de todas las marcas que competían juntos solo en pay-per-views. Sin embargo, en 2003, todos los pay per view fueron registrados por una marca exclusiva, dejando a los "Cuatro Grandes" pago por evento (Royal Rumble, WrestleMania, SummerSlam y Survivor Series) como los únicos shows donde competían todas las marcas.
A partir de finales de 2006, en un intento de añadir más potencia a los shows, coincidió con que los shows entre marcas se hizo más común. En particular con los equipos MNM y The Hardys ya que, a pesar de que los compañeros de equipo fueron separados por marcas continuaron siendo pareja en luchas. Bobby Lashley también tuvo una notable acción entre marcas, cuando estuvo involucrado en una historia con el presidente de WWE, Vince McMahon. El regreso de Saturday Night's Main Event a NBC también ha condujo a una mayor interacción entre las marcas. A partir de abril de 2007, en el evento Backlash, en todos los Pay-Per-Views figuran todas las marcas, como originalmente era en 2002.

## Pay-Per-Views
La separación de WWE en dos marcas también tuvo la intención de dividir los pay-per-view, que comenzó con Bad Blood en junio de 2003. La idea original era que había "grandes" pay-per-view en el momento (Royal Rumble, SummerSlam, Survivor Series, y WrestleMania) y solo ellos contenían los casos en que los luchadores de diferentes marcas podían interactuar entre sí, e incluso entre los cuatro, solo en Royal Rumble y WrestleMania habría luchadores de diferentes marcas compiten entre sí. Como consecuencia, solo aparecían dos tercios de luchadores en shows en un año dado, y así apareció en un menor número de shows en comparación a antes de la extensión de marca. Con una sola marca en PPV, WWE fue capaz de añadir más pay-per-views, como Taboo Tuesday/Cyber Sunday, New Year's Revolution, ECW December to Dismember, y The Great American Bash. Finalmente, WWE abandonó la práctica de una sola marca pay-per-view después de los acontecimientos que siguieron a WrestleMania 23. ECW December to Dismember y New Year's Revolution fueron cancelados después de la noticia.

## Campeonatos
Cuando un campeón era elegido, su campeonato quedaba exclusivo de su respectiva marca y solo puede ser defendido en su marca.